# Kolcoszniczka
Kolcoszniczka (Typhlomys) – rodzaj ssaka z rodziny kolcosznicowatych (Platacanthomyidae).

## Zasięg występowania
Rodzaj obejmuje gatunki występujące w Chińskiej Republice Ludowej i Wietnamie.

## Morfologia
Długość ciała (bez ogona) 61–115 mm, długość ogona 80–129 mm; masa ciała 7,7–32 g.

## Systematyka
Rodzaj zdefiniował w 1877 roku francuski zoolog Alphonse Milne-Edwards w artykule poświęconym opisowi niektórych nowych ssaków i skorupiaków, opublikowanym w czasopiśmie Bulletin de la Société philomathique de Paris. Gatunkiem typowym jest (oznaczenie monotypowe) kolcoszniczka miękkowłosa (T. cinereus).

### Etymologia
Typhlomys: gr. τυφλος tuphlos ‘ślepy’; μυς mus, μυος muos ‘mysz’.

### Podział systematyczny
Do rodzaju należą następujące występujące współcześnie gatunki:
| Grafika | Gatunek                  | Autor i rok opisu                                                                                       | Nazwa zwyczajowa          | Podgatunki         | Rozmieszczenie geograficzne | Podstawowe wymiary                                 | Status IUCN |
| ------- | ------------------------ | --- | ------------------------- | ------------------ | --- | -------------------------------------------------- | ----------- |
|         | Typhlomys chapensis      | Osgood, 1932                                                                                            |                           | gatunek monotypowy | południowo-środkowa Chińska Republika Ludowa (na zachód od Rzeki Czerwonej, południowo-zachodni Junnan) i północno-zachodni Wietnam (prowincja Lào Cai)                                                               | DC: 6,1–11,5 cm DO: 8–12,6 cm MC: 7,7–23 g         | NE          |
|         | Typhlomys cinereus       | Milne-Edwards, 1877                                                                                     | kolcoszniczka miękkowłosa | 2 podgatunki       | Chińska Republika Ludowa (górskie lasy w Kuangsi, Anhui, Zhejiang, Jiangxi i Fujian) | DC: 7,1–7,6 cm DO: 9,6–10,2 cm MC: 15–32 g         | LC          |
|         | Typhlomys daloushanensis | Wang Yingxiang & Li Chongyun, 1996                                                                      |                           | gatunek monotypowy | Chińska Republika Ludowa (południowo-wschodnie Gansu, południowe Shaanxi, wschodni Syczuan, Chongqing, zachodnie Hubei i północne Kuejczou)                                                                           | DC: 7,2–10,5 cm DO: 10,5–12,9 cm MC: 15,4–31 g     | NE          |
|         | Typhlomys fengjiensis    | Pu Yingting, Chen Shunde & Liu Shaoying, 2022                                                           |                           | gatunek monotypowy | Chińska Republika Ludowa (znany tylko z miejsca typowego w hrabstwie Fengjie w Chongqing; być może również w południowo-zachodnim Hubei na południu rzeki Jangcy oraz północnym Chongqing i północno-zachodnim Hubei) | DC: około 8,9 cm DO: około 12,3 cm MC: brak danych | NE          |
|         | Typhlomys huangshanensis | Hu Tingli & Zhang Baowei, 2020                                                                          |                           | gatunek monotypowy | Chińska Republika Ludowa (Góry Huang Shan i Qingliang Feng (Anhui); prawdopodobnie więcej gór w południowym Anhui i zachodnim Zhejiang)                                                                               | DC: około 8,6 cm DO: około 9,8 cm MC: około 20 g   | NE          |
|         | Typhlomys nanus          | Cheng Feng, He Kai, Chen Zhongzheng, Zhang Bin, Wan Tao, Li Jiatang, Zhang Baowei & Jiang Xuelong, 2017 |                           | gatunek monotypowy | Chińska Republika Ludowa (znany tylko z góry Jiaozi i góry Dawei (Junnan)) | DC: 6,5–7,4 cm DO: 9,7–10,6 cm MC: 8,8–13,2 g      | NE          |

Kategorie IUCN:  LC  – gatunek najmniejszej troski;  NE  – gatunki niepoddane jeszcze ocenie.
Opisano również gatunki wymarłe; kopalne ślady Typhlomys – T. primitivus i T. hipparionium – datowane na późny miocen zostały odnalezione w chińskiej prowincji Junnan, pochodzące z późnego pliocenu szczątki T. macrourus i T. hipparionium odkryto w prowincjach Syczuan i Kuejczou zaś z Wietnamu pochodzą szczątki T. stegodontis które datowane są na środkowy plejstocen:
- Typhlomys hipparionium Qiu Zhuding, 1989[12]
- Typhlomys intermedius Zheng Shaohua, 1993[13]
- Typhlomys macrourus Zheng Shaohua, 1993[13]
- Typhlomys stegodontis Lopatin, 2021[11]
- Typhlomys primitivus Qiu Zhuding, 1989[14]